# Dirhinosia
Dirhinosia é um gênero de traça pertencente à família Agonoxenidae.